# I'm On One
Singles par DJ Khaled
Welcome to My Hood
(2011) It Ain't Over til' It's Over
(2011)
Singles par Drake
Put It Down
(2010) Headlines
(2011)
Singles par Rick Ross
Put It Down
(2011) Anything (To Find You)
(2011)
Singles par Lil Wayne
Ballin
(2011) How to Love
(2011)
I'm On One est une chanson par l'artiste de hip-hop américain DJ Khaled, deuxième single de son cinquième album studio, We the Best Forever. La chanson est en featuring avec plusieurs artistes de hip-hop comme Drake, Rick Ross et Lil Wayne. La chanson a été produite par T-Minus, Nikhil S. et Noah "40" Shebib. Il est disponible en téléchargement digital depuis le 20 mai 2011 aux États-Unis. La chanson a jusqu'ici atteint la 10e place sur le Billboard Hot 100, devenant ainsi le meilleur classement pour DJ Khaled et Rick Ross. Il a également été classé dans le Hot R&B/Hip-Hop Songs pendant 11 semaines, et dans le Hot Rap Songs pendant 13 semaines consécutives.
Le morceau a été nommé aux Grammy Awards 2012 pour la meilleure collaboration rap/chant. En décembre 2011, le morceau a été vendu à plus de 3 millions d'exemplaires.

## Classements

### Classement par pays
| Classement (2011)                             | Meilleure Position |
| --------------------------------------------- | ------------------ |
| Canada (Canadian Hot 100)                     | 67                 |
| Royaume-Uni R&B (The Official Charts Company) | 24                 |
| Singles (The Official Charts Company)         | 78                 |
| États-Unis (Hot 100)                          | 10                 |
| États-Unis (R&B/Hip-Hop Songs)                | 1                  |
| États-Unis (Rap Songs)                        | 1                  |
| États-Unis (Pop Airplay)                      | 35                 |

### Classements de fin d'année
| Chart (2011)         | Position |
| -------------------- | -------- |
| US Billboard Hot 100 | 47       |